# 三宅麻理惠
三宅麻理惠（日语：／ Miyake Marie，1985年6月7日—）是日本女性的配音員。隸屬Raccoon Dog。出生於大阪府。畢業於Pro-Fit声優養成所。
興趣是业余无线电。

## 出演作品
粗體字為主要角色

### 電視動畫
2007年
- 校園烏托邦 學美向前衝！（上原大海、聖櫻學園學生B、學生）
- 鬼面騎士（小孩）
- School Days（少女）
- 鐵子之旅（沿線的人們）
- 戀愛情結（學生）

2008年
- SKIP BEAT！華麗的挑戰（試鏡參加者）
- 野良耳2（真由子）
- 波菲的漫長旅程（女性客人）

2009年
- SKIP BEAT！華麗的挑戰（臨時演員）
- 秀逗魔導士EVOLUTIOIN-R（女子A）
- WHITE ALBUM（學生）

2011年
- 迴轉企鵝罐（荻野目蘋果、歌田光莉）
- 魔劍姬！（女學生）
- 純白交響曲 -The color of lovers-（雪森美津子、同班同學）
- 世界一初戀2（OL）
- SKET DANCE（安田沙織）

2012年
- 緋色的碎片（春日珠紀）
- 一起一起這裡那裡（桐野亞美）
- 咲-Saki- 阿知賀篇 episode of side-A（荒川憩）
- 夏雪之約（敦子）
- 嘟嘟貓觀察日記（黑兵衛、田中由香）
- 星光少女 Dear My Future（素敏）
- 坂道上的阿波羅（女學生）

2013年
- 幕末義人傳 浪漫（玄太）
- LoveLive!（秀子）
- 琴浦小姐（廣播〈女聲〉）
- 八犬傳－東方八犬異聞－（熊谷鈴）
- 悠悠式（美術社學姐）
- 星光少女 Rainbow Live（老師）
- 科學超電磁砲S（女學生）
- 銀之匙 Silver Spoon（御影亞紀）
- 科學小飛俠Crowds（宮本真緒）
- 超次元戰記 戰機少女（村人B）
- 噬血狂襲

2014年
- 最近，妹妹的樣子有點怪？（女A）
- 咲-Saki- 全國篇（荒川憩）
- 銀之匙 Silver Spoon 第二季（御影亞紀）
- 農林（佐藤香苗）
- WIZARD BARRISTERS～弁魔士賽希爾（文也）
- 噬血狂襲（深洋少女組）
- LoveLive!第二季（秀子）
- 月刊少女野崎君（麻美子）
- 四月是你的謊言（看護師）
- 女友伴身邊（機器人少女）

2015年
- 偶像大師 灰姑娘女孩（安部菜菜）
- 聖劍使的禁咒詠唱（黑魔女子A）
- 電波教師（千代）
- 終結的熾天使（亞子）
- GATE 自衛隊，在彼方的土地，如斯的戰鬥（梅莉莎的兒子）
- 科學小飛俠Crowds Insight（宮本真緒）
- 監獄學園（女子H）
- 女武神驅動 -美人魚-（桐井雙葉）
- 受讚頌者 虛偽的假面（七理夜）

2016年
- 紅殼的潘朵拉（崑崙八仙拓美）
- 昭和元祿落語心中（OL、女性客、蕎麥店老闆娘、寄席的客人）
- 一人之下 the outcast（呂良）

2017年
- 昭和元祿落語心中－助六再現篇－（藝者、下座、遊女）
- 雛邏輯～來自幸運邏輯～（貝魯、莉歐的母親）
- 動畫同好會（女學生）
- 偶像大師 灰姑娘女孩劇場 2nd SEASON（安部菜菜）

2018年
- 愛吃拉麵的小泉同學（修〈小孩〉）
- 皇帝聖印戰記（村人）
- 沒有心跳的少女 BEATLESS（女子A）
- 甜蜜懲罰～我是看守專用寵物（早乙女陽菜）
- 宇宙戰艦提拉米蘇（昴的母親）
- 多田君不戀愛（伊集院薰〈幼少期〉）
- 琴之森（雨宮奈美惠）
- 偶像大師 灰姑娘女孩劇場 3rd SEASON（安部菜菜）
- Happy Sugar Life（上班族風的大姐姐）
- 宇宙戰艦提拉米蘇II（聲音、放送）
- 尤利西斯 貞德與鍊金騎士（娼婦A、妖精D、町女A）

2019年
- 星光頻道（麻里亞的母親）
- 偶像大師 灰姑娘女孩劇場 CLIMAX SEASON（安部菜菜）
- ACTORS -Songs Connection-（光司菜菜子）
- 碧藍航線（寧海）
- 歌舞伎町夏洛克（田中浩子）

2020年
- 異種族風俗娘評鑑指南（蕾西）
- 轉生成女性向遊戲只有毀滅END的壞人大小姐（小孩）
- 富豪刑事 Balance:UNLIMITED（老闆娘）
- 弩級戰隊HXEROS（美喵琳）
- 魔女之旅（魔女A）
- 在魔王城說晚安（灼熱幽靈）

2021年
- 魔法科高中的優等生（愛梨的母親）

2022年
- 戀上換裝娃娃（涼香）
- 愛在征服世界後（女主播、不動的母親、女子A）
- 試證明理科生已墜入情網。r=1-sinθ（奏的母親）
- RPG不動產（攤販大嬸）
- 受讚頌者 二人的白皇（克拉琳、七理夜[1]）
- 黑之召喚士（傑拉爾的妻子）
- 我家師傅沒有尾巴（小狸貓A、討債的人1、狸貓、藝者2、小孩）

2023年
- 最強陰陽師的異世界轉生記（魯夫特〈童年〉）
- 冰屬性男子與無表情女子（女性B）
- 偶像大師 灰姑娘女孩 U149（安部菜菜）
- 異世界一擊殺姊姊 ～姊姊同伴的異世界生活開始了～（凱希）
- 幻日夜羽 -鏡中暉光-
- 白聖女與黑牧師（街人）
- 超超超超超喜歡你的100個女朋友（院內廣播）
- 星靈感應（貨攤工作人員）
- 想當冒險者前往都市的女兒成為S級
- 殭屍100～在成為殭屍前要做的100件事～（日暮〈少年時代〉）

2024年
- 名湯「異世界溫泉」開拓記～30多歲溫泉狂熱者，轉生到悠閒的溫泉天國～（繭玉[2]）
- 月刊妄想科學（歐姆蕾特[3]）
- 佐佐木與文鳥小嗶（播音員）
- 轉生貴族憑鑑定技能扭轉人生（克麗絲）
- 隔壁的妖怪鄰居（森乃、幼年椿、奈美子〈小孩〉、男孩子、佐野夏）
- 擅長逃跑的殿下（譽）
- 新人大叔冒險者，被最強隊伍操到死成無敵（母親）
- 哆啦A夢（女神）
- 多數欠（佳月〈小4〉）
- 青之壬生浪（少年）
- 殿下與狗（長屋的居民）
- 去參加聯誼，卻發現完全沒有女生在場
- 最狂輔助職業【話術士】世界最強戰團聽我號令（傭人A）

2025年
- 在沖繩喜歡上的女孩方言講得太過令人困擾（店員）
- 全修。（小孩們）
- 最弱技能《果實大師》 ～關於能無限食用技能果實（吃了就會死）這件事～（母親）
- 鬼人幻燈抄（村人）
- 華Doll*-Reinterpretation of Flowering-（街頭的女性）
- 戀上換裝娃娃 Season 2（伊藤涼香）

### OVA
2016年
- 監獄學園（女子I）
- 青春水球社（村上）※單行本第11卷限定版附贈DVD

### 劇場版動畫
2008年
- 武者Kero 宣佈！戰國群星大戰鬥！！（村女）

2015年
- 怪物的孩子
- 心靈想要大聲呼喊。（渡邊）

### 網路動畫
2017年
- 玉家當鋪（雛、烏鴉[4]、巴哥、三角褲兔、男B）

### 遊戲
2007年
- 觸控右腦檢定! DS（アミ、マリ）

2009年
- THE ホストしようぜ! 〜DXナイトキング〜（北條靜香）

2013年
- 偶像大師 灰姑娘女孩（安部菜菜）

2014年
- 落櫻散華抄（平澤佳奈）

2015年
- 傳頌之物 虛偽的假面（七理夜、克拉琳）
- 偶像大師 灰姑娘女孩 星光舞台（安部菜菜）

2016年
- 傳頌之物 兩人的白皇（七理夜、克拉琳）

2024年
- 三国志8重制版 （贤明女：大乔、蔡琰等）

### DramaCD
- 天魔黑兔2 〜<<月>>が昇る昼休み〜（女性朋友）

## 外部連結
- Pro Fit官方Profile（页面存档备份，存于） （日語）